# 後南朝
後南朝（ごなんちょう）とは、明徳3年（1392年）の南北朝合一後、南朝の再建を図った南朝の皇統の子孫や遺臣による南朝復興運動とそれによって樹立された政権、皇室の総称である。
この名称は江戸時代末期に儒学者斎藤拙堂によって付けられたもので、それまで名称は特に決まっていなかった。また後南朝という呼び方も戦後に広まったもので戦前までは定着してはいなかった。

## 概要

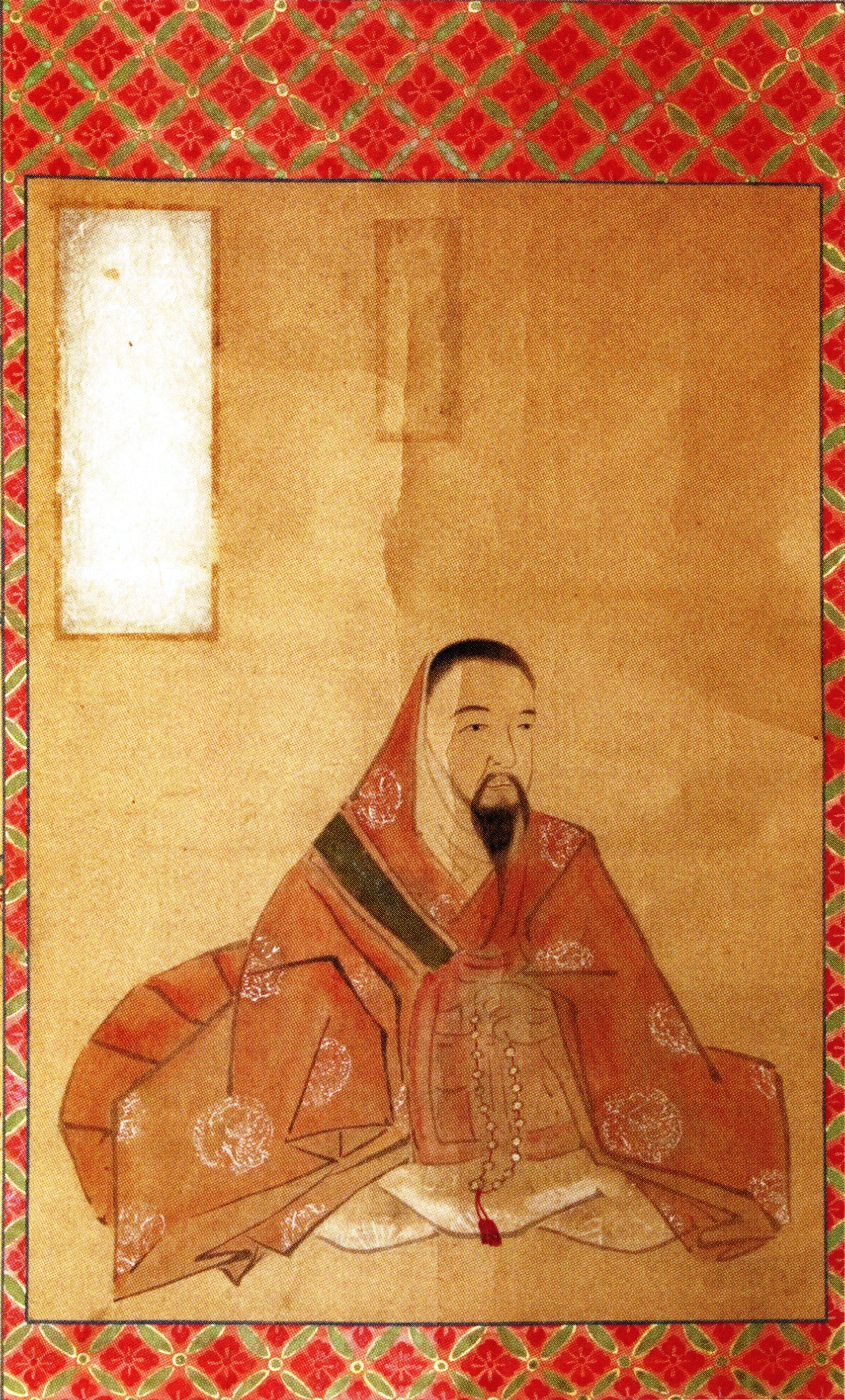
後亀山天皇

明徳3年（1392年）の南北朝合一時の約束（明徳の和約）では、天皇は北朝系（持明院統）と南朝系（大覚寺統）から交代で出す（両統迭立）ことになっていたが、応永19年（1412年）に北朝系の後小松上皇の次代として後小松上皇の皇子である称光天皇が即位したことをきっかけに、北朝系によって天皇位が独占されるようになったのに反抗して起こった。
南北朝合一の際に大和国に残った南朝の遺臣として、四条三位資行、日野右小弁邦氏、中園左右衛門佐宗頼、越智通頼、楠木正秀、和田正高、橋本兵庫助、三輪左衛門尉、宇野掃部介の名が残されている。
応永21年（1414年）、4年前に京都を出奔して吉野に潜行していた南朝最後の天皇である後亀山上皇とその皇子小倉宮恒敦を奉じて伊勢国司の北畠満雅が挙兵したが、室町幕府の討伐を受け和解、上皇は2年後に京に帰った。
後亀山上皇の崩御から4年後の正長元年（1428年）、嗣子のなかった称光天皇が崩御したために北朝の嫡流は断絶した。後小松上皇が北朝の傍流（ただし持明院統としては本来の嫡流）である伏見宮家から彦仁王（後花園天皇）を後継者に選ぼうとしたことをきっかけに、北朝は皇統断絶して皇位継承権を失ったと考える南朝側は激しく反発する。北畠満雅は再び小倉宮（後亀山上皇の孫あるいは曾孫で恒敦親王の子。「聖承」という法名で知られるものの、諱は伝えられていない）を奉じて伊勢で挙兵、幕府軍と戦って敗死した。
この事件を皮切りとして、以後、応仁の乱に至るまで、南朝の子孫は反幕勢力や南朝の遺臣らに奉じられて断続的に活動を続けた。
永享元年（1429年）9月には、足利義教が春日詣の途において楠木光正に暗殺されかけるという事件が起こった。
永享9年（1437年）8月には義昭が吉野の天川で還俗し、三井寺にいた説成親王の子・円満院門跡円胤や大和国の郷士・越智維道と共に挙兵したという情報が入り、翌永享10年（1438年）3月には大和国に一色義貫率いる討伐軍が派遣されて、9月には吉野で反抗していた大覚寺の僧侶と山名氏旧臣が討たれた。
また『看聞日記』によれば、同年8月6日には河内国で「楠木兄弟」が挙兵したが、畠山持国に制圧されたという。
『看聞日記』によれば、嘉吉3年（1443年）2月20日には、冨樫氏の紛争に関連して小倉宮蜂起の風説が京に流れた。この小倉宮は小倉宮聖承と考えられる。
嘉吉3年（1443年）9月には源尊秀なる素性不明の人物（『康富記』嘉吉3年9月26日条には「後鳥羽院後胤云々」とあるものの、詳しい素性は不明）に率いられた約300人の武装勢力が御所に乱入、三種の神器のうち剣と神璽を奪い、南朝皇胤の通蔵主・金蔵主兄弟（系譜については諸説取り沙汰されているものの、後亀山上皇の皇弟・護聖院宮惟成親王の孫とする説が有力）を奉じて比叡山に立って籠もった（禁闕の変）。幕府は数日のうちに変を鎮圧、通蔵主は捕えられて四国へ配流（『東寺執行日記』によれば、道中の摂津太田で暗殺されたという）、金蔵主は首謀者の一人とされる日野有光とともに討死した。
この時、持ち去られた剣は心月という僧が清水寺で発見したものの、神璽は後南朝に持ち去られたままであったが、長禄元年（1457年）に至って嘉吉の乱で取り潰された赤松家の再興をめざす赤松家遺臣らが大和・紀伊国境付近の北山（奈良県吉野郡上北山村か）ならびに三之公（同郡川上村）に本拠を置いていた後南朝に虚言を弄して接近、12月2日子の刻（午前0時頃）、大雪が降る中、南朝の末裔という自天王・忠義王兄弟を殺害した上で神璽を奪い返した（長禄の変）。両王子は天明年間に著されたとされる『南朝皇胤紹運録』では父は空因（金蔵主）とされているが、一次史料を重視する立場からはこうした見方に否定的で、長慶天皇流玉川宮の末孫とする説が有力視されている。また、『南帝自天親王玉川上郷御宝物由来』によれば、この時「空因親王」という皇族が近江国甲賀郡に逃れたという。これは、川上村で最も古い村落である高原村落が木地師村落であり、木地師が近江国を発祥としていたからだと考えられる。
文安元年（1444年）8月には、説成親王の子・円胤が神璽を奉じて吉野の川上・北山で挙兵した。畠山持国が討伐に向かったものの果たせなかったため、細川出羽守も向かわされた。両軍に圧された円胤は湯浅城に逃げたものの、その2年後の文安3年（1446年）9月に遊佐兵庫助や宇都宮入道祥綱が湯浅城を攻めたために円胤は自刃した。この時、楠木雅楽之助が神璽を奉じて大和国に逃げ、後に自天王の即位の際に用いられた。円胤の首は京都に届けられ、畠山持国は獄門に梟せんとしたが、一条兼良がこれを留めた。
文明元年 (1469年) 11月、吉野と熊野で小倉宮の兄弟（名不詳）が挙兵し、年号を「明応」とした。2人は翌2年の末に殺され、その首は京にもたらされた。
文明2年（1470年）2月には、南朝の皇胤とされる日尊が紀伊国の宇恵衛門の館で挙兵し、年号を改めて「明応」とした。3月8日には藤白に陣を構え、紀伊の郷士や畠山義就配下の士が多く従った。しかし、12月頃に畠山政長軍に討伐され、日尊の首は官人に渡された。
文明3年（1471年）、応仁の乱において、大和国高取の壺阪寺にいた小倉宮の末裔と称する人物（『大乗院寺社雑事記』には「小倉宮御末」「小倉宮御息」との記述あり）が山名宗全ら西軍大名により河内国古市を経由して洛中の西陣（北野の松梅院）に迎えられている（これを西陣南帝と呼ぶ）。南帝は後に山名宗全の妹が住んでいた比丘尼寺安山院に移り住み、四条氏がこれを奉仕した。だが、この「南帝」擁立劇は呆気なく幕を閉じる。文明5年（1473年）3月に西軍大将の宗全が死に、その2か月後に東軍大将の細川勝元も死ぬと東西両軍は和議に向かい、『腹富宿禰記』によれば、西陣南帝は越後国や信濃国を巡り、また上洛したという。
『妙法寺記』には、文明10年（1478年）11月14日の条に「王京ヨリ東海ヘ流レ御坐ス甲州ヘ趣小石澤観音寺ニ御坐ス」とあり、菅政友は「南主ノ御上ナランカノ疑ヒナキコトアタハズ」としている
『晴富宿禰記』文明11年7月19日条によれば、小倉宮王子と称する者が越後国から越前国に向かったという。また、同記の同月30日条によれば、出羽王が高野へ向かったとされる。この2人の王の関係性は不明である。
『妙法寺記』によれば、明応8年（1499年）11月に、王が流されて伊豆国三島についたものの、伊勢宗瑞が諌めて相模国へと向かったという記述があり、この「王」は後南朝の末裔であるとされる。
これを最後に後南朝の活動は無くなった。
ただし、『後深心院関白記』には長慶天皇の末裔である八寿王が信貴山に昭懐南朝を開いたという「落人伝説」が記されている。その後も民間で後南朝の伝説や伝承は残り、瀧川政次郎は貴種流離譚の一つとして山の民に利用された可能性を指摘している。
また、清浄光寺には南帝王の位牌や、南朝の遺臣と見られる人物達の名前が記された過去帳が残されている。
昭和の敗戦後の混乱期には後南朝の子孫を自称する熊沢寛道（熊沢天皇）が現れた。熊沢をGHQが調査したり、多数の新聞各社が取材する等、一時は世の注目を浴びた。しかし戦後復興が進むにつれて人々の関心もやがて薄れていった。

## 南朝・後南朝の帝系
1. 後醍醐天皇（1318年 - 1339年）　南朝初代天皇
2. 後村上天皇（1339年 - 1368年）　南朝2代天皇
3. 長慶天皇（1368年 - 1383年）　南朝3代天皇
4. 後亀山天皇（1383年 - 1392年）　南朝4代天皇
5. 小倉宮恒敦（1410年 - 1422年）　後亀山天皇の子
6. 小倉宮聖承（1422年 - 1443年）　小倉宮恒敦の子
7. 金蔵主（尊義王、空因） （1443年）　後亀山天皇の弟（護聖院宮惟成親王）の孫?、もしくは後亀山天皇の子である小倉宮恒敦の子?。後南朝初代、禁闕の変で死去。
8. 自天王（1443年 - 1457年）　後亀山天皇の子である小倉宮恒敦の孫?。後南朝2代、長禄の変で死去。
9. 南天皇（尊雅王）（1457年 - 1459年）　小倉宮恒敦の子?。後南朝3代。
10. 西陣南帝（1471年 - 1473年）　系譜不詳、小倉宮を称す。後南朝4代。以後、後南朝は史書より姿を消す。

| 【持明院統】 〔北朝〕           | 【持明院統】 〔北朝〕           | 【持明院統】 〔北朝〕           | 【持明院統】 〔北朝〕           | 【持明院統】 〔北朝〕           | 【持明院統】 〔北朝〕           |  |  |                       |                       |                       |                       |                       |                       |  |  |                    |                    |                    |                    |                    |                    |  |  |  |  |  |  |  |  |                       |                       |                       |                       |                       |                       |  |  | 【大覚寺統】 〔南朝〕   | 【大覚寺統】 〔南朝〕   | 【大覚寺統】 〔南朝〕   | 【大覚寺統】 〔南朝〕   | 【大覚寺統】 〔南朝〕   | 【大覚寺統】 〔南朝〕   |  |  |                         |                         |                         |                         |                         |                         |  |  |  |  |  |  |  |  |  |  |  |  |  |  |  |  |  |  |  |  |  |  |  |  |
| 【持明院統】 〔北朝〕           | 【持明院統】 〔北朝〕           | 【持明院統】 〔北朝〕           | 【持明院統】 〔北朝〕           | 【持明院統】 〔北朝〕           | 【持明院統】 〔北朝〕           |  |  |                       |                       |                       |                       |                       |                       |  |  |                    |                    |                    |                    |                    |                    |  |  |  |  |  |  |  |  |                       |                       |                       |                       |                       |                       |  |  | 【大覚寺統】 〔南朝〕   | 【大覚寺統】 〔南朝〕   | 【大覚寺統】 〔南朝〕   | 【大覚寺統】 〔南朝〕   | 【大覚寺統】 〔南朝〕   | 【大覚寺統】 〔南朝〕   |  |  |                         |                         |                         |                         |                         |                         |  |  |  |  |  |  |  |  |  |  |  |  |  |  |  |  |  |  |  |  |  |  |  |  |
|                                 |                                 |                                 |                                 |                                 |                                 |  |  |                       |                       |                       |                       |                       |                       |  |  |                    |                    |                    |                    |                    |                    |  |  |  |  |  |  |  |  |                       |                       |                       |                       |                       |                       |  |  | 96 後醍醐天皇           |                         |                         |                         |                         |                         |  |  |                         |                         |                         |                         |                         |                         |  |  |  |  |  |  |  |  |  |  |  |  |  |  |  |  |  |  |  |  |  |  |  |  |
|                                 |                                 |                                 |                                 |                                 |                                 |  |  |                       |                       |                       |                       |                       |                       |  |  |                    |                    |                    |                    |                    |                    |  |  |  |  |  |  |  |  |                       |                       |                       |                       |                       |                       |  |  |                         |                         |                         |                         |                         |                         |  |  |                         |                         |                         |                         |                         |                         |  |  |  |  |  |  |  |  |  |  |  |  |  |  |  |  |  |  |  |  |  |  |  |  |
|                                 |                                 |                                 |                                 |                                 |                                 |  |  |                       |                       |                       |                       |                       |                       |  |  |                    |                    |                    |                    |                    |                    |  |  |  |  |  |  |  |  |                       |                       |                       |                       |                       |                       |  |  |                         |                         |                         |                         |                         |                         |  |  |                         |                         |                         |                         |                         |                         |  |  |  |  |  |  |  |  |  |  |  |  |  |  |  |  |  |  |  |  |  |  |  |  |
| 光厳天皇 北1                    | 光厳天皇 北1                    | 光厳天皇 北1                    | 光厳天皇 北1                    | 光厳天皇 北1                    | 光厳天皇 北1                    |  |  | 光明天皇 北2          | 光明天皇 北2          | 光明天皇 北2          | 光明天皇 北2          | 光明天皇 北2          | 光明天皇 北2          |  |  |                    |                    |                    |                    |                    |                    |  |  |  |  |  |  |  |  |                       |                       |                       |                       |                       |                       |  |  | 97 後村上天皇           | 97 後村上天皇           | 97 後村上天皇           | 97 後村上天皇           | 97 後村上天皇           | 97 後村上天皇           |  |  |                         |                         |                         |                         |                         |                         |  |  |  |  |  |  |  |  |  |  |  |  |  |  |  |  |  |  |  |  |  |  |  |  |
| 光厳天皇 北1                    | 光厳天皇 北1                    | 光厳天皇 北1                    | 光厳天皇 北1                    | 光厳天皇 北1                    | 光厳天皇 北1                    |  |  | 光明天皇 北2          | 光明天皇 北2          | 光明天皇 北2          | 光明天皇 北2          | 光明天皇 北2          | 光明天皇 北2          |  |  |                    |                    |                    |                    |                    |                    |  |  |  |  |  |  |  |  |                       |                       |                       |                       |                       |                       |  |  | 97 後村上天皇           | 97 後村上天皇           | 97 後村上天皇           | 97 後村上天皇           | 97 後村上天皇           | 97 後村上天皇           |  |  |                         |                         |                         |                         |                         |                         |  |  |  |  |  |  |  |  |  |  |  |  |  |  |  |  |  |  |  |  |  |  |  |  |
|                                 |                                 |                                 |                                 |                                 |                                 |  |  |                       |                       |                       |                       |                       |                       |  |  |                    |                    |                    |                    |                    |                    |  |  |  |  |  |  |  |  |                       |                       |                       |                       |                       |                       |  |  |                         |                         |                         |                         |                         |                         |  |  |                         |                         |                         |                         |                         |                         |  |  |  |  |  |  |  |  |  |  |  |  |  |  |  |  |  |  |  |  |  |  |  |  |
| 崇光天皇 北3                    | 崇光天皇 北3                    | 崇光天皇 北3                    | 崇光天皇 北3                    | 崇光天皇 北3                    | 崇光天皇 北3                    |  |  |                       |                       |                       |                       |                       |                       |  |  | 後光厳天皇 北4     | 後光厳天皇 北4     | 後光厳天皇 北4     | 後光厳天皇 北4     | 後光厳天皇 北4     | 後光厳天皇 北4     |  |  |  |  |  |  |  |  | 98 長慶天皇           | 98 長慶天皇           | 98 長慶天皇           | 98 長慶天皇           | 98 長慶天皇           | 98 長慶天皇           |  |  | 99 後亀山天皇           | 99 後亀山天皇           | 99 後亀山天皇           | 99 後亀山天皇           | 99 後亀山天皇           | 99 後亀山天皇           |  |  | 惟成親王 〔護聖院宮家〕 | 惟成親王 〔護聖院宮家〕 | 惟成親王 〔護聖院宮家〕 | 惟成親王 〔護聖院宮家〕 | 惟成親王 〔護聖院宮家〕 | 惟成親王 〔護聖院宮家〕 |  |  |  |  |  |  |  |  |  |  |  |  |  |  |  |  |  |  |  |  |  |  |  |  |
| 崇光天皇 北3                    | 崇光天皇 北3                    | 崇光天皇 北3                    | 崇光天皇 北3                    | 崇光天皇 北3                    | 崇光天皇 北3                    |  |  |                       |                       |                       |                       |                       |                       |  |  | 後光厳天皇 北4     | 後光厳天皇 北4     | 後光厳天皇 北4     | 後光厳天皇 北4     | 後光厳天皇 北4     | 後光厳天皇 北4     |  |  |  |  |  |  |  |  | 98 長慶天皇           | 98 長慶天皇           | 98 長慶天皇           | 98 長慶天皇           | 98 長慶天皇           | 98 長慶天皇           |  |  | 99 後亀山天皇           | 99 後亀山天皇           | 99 後亀山天皇           | 99 後亀山天皇           | 99 後亀山天皇           | 99 後亀山天皇           |  |  | 惟成親王 〔護聖院宮家〕 | 惟成親王 〔護聖院宮家〕 | 惟成親王 〔護聖院宮家〕 | 惟成親王 〔護聖院宮家〕 | 惟成親王 〔護聖院宮家〕 | 惟成親王 〔護聖院宮家〕 |  |  |  |  |  |  |  |  |  |  |  |  |  |  |  |  |  |  |  |  |  |  |  |  |
| (伏見宮)栄仁親王 （初代伏見宮） | (伏見宮)栄仁親王 （初代伏見宮） | (伏見宮)栄仁親王 （初代伏見宮） | (伏見宮)栄仁親王 （初代伏見宮） | (伏見宮)栄仁親王 （初代伏見宮） | (伏見宮)栄仁親王 （初代伏見宮） |  |  |                       |                       |                       |                       |                       |                       |  |  | 後円融天皇 北5     | 後円融天皇 北5     | 後円融天皇 北5     | 後円融天皇 北5     | 後円融天皇 北5     | 後円融天皇 北5     |  |  |  |  |  |  |  |  | （不詳） 〔玉川宮家〕 | （不詳） 〔玉川宮家〕 | （不詳） 〔玉川宮家〕 | （不詳） 〔玉川宮家〕 | （不詳） 〔玉川宮家〕 | （不詳） 〔玉川宮家〕 |  |  | 小倉宮恒敦 〔小倉宮家〕 | 小倉宮恒敦 〔小倉宮家〕 | 小倉宮恒敦 〔小倉宮家〕 | 小倉宮恒敦 〔小倉宮家〕 | 小倉宮恒敦 〔小倉宮家〕 | 小倉宮恒敦 〔小倉宮家〕 |  |  |                         |                         |                         |                         |                         |                         |  |  |  |  |  |  |  |  |  |  |  |  |  |  |  |  |  |  |  |  |  |  |  |  |
| (伏見宮)栄仁親王 （初代伏見宮） | (伏見宮)栄仁親王 （初代伏見宮） | (伏見宮)栄仁親王 （初代伏見宮） | (伏見宮)栄仁親王 （初代伏見宮） | (伏見宮)栄仁親王 （初代伏見宮） | (伏見宮)栄仁親王 （初代伏見宮） |  |  |                       |                       |                       |                       |                       |                       |  |  | 後円融天皇 北5     | 後円融天皇 北5     | 後円融天皇 北5     | 後円融天皇 北5     | 後円融天皇 北5     | 後円融天皇 北5     |  |  |  |  |  |  |  |  | （不詳） 〔玉川宮家〕 | （不詳） 〔玉川宮家〕 | （不詳） 〔玉川宮家〕 | （不詳） 〔玉川宮家〕 | （不詳） 〔玉川宮家〕 | （不詳） 〔玉川宮家〕 |  |  | 小倉宮恒敦 〔小倉宮家〕 | 小倉宮恒敦 〔小倉宮家〕 | 小倉宮恒敦 〔小倉宮家〕 | 小倉宮恒敦 〔小倉宮家〕 | 小倉宮恒敦 〔小倉宮家〕 | 小倉宮恒敦 〔小倉宮家〕 |  |  |                         |                         |                         |                         |                         |                         |  |  |  |  |  |  |  |  |  |  |  |  |  |  |  |  |  |  |  |  |  |  |  |  |
| (伏見宮)貞成親王 （後崇光院）   | (伏見宮)貞成親王 （後崇光院）   | (伏見宮)貞成親王 （後崇光院）   | (伏見宮)貞成親王 （後崇光院）   | (伏見宮)貞成親王 （後崇光院）   | (伏見宮)貞成親王 （後崇光院）   |  |  |                       |                       |                       |                       |                       |                       |  |  | 100 後小松天皇 北6 | 100 後小松天皇 北6 | 100 後小松天皇 北6 | 100 後小松天皇 北6 | 100 後小松天皇 北6 | 100 後小松天皇 北6 |  |  |  |  |  |  |  |  |                       |                       |                       |                       |                       |                       |  |  |                         |                         |                         |                         |                         |                         |  |  |                         |                         |                         |                         |                         |                         |  |  |  |  |  |  |  |  |  |  |  |  |  |  |  |  |  |  |  |  |  |  |  |  |
| (伏見宮)貞成親王 （後崇光院）   | (伏見宮)貞成親王 （後崇光院）   | (伏見宮)貞成親王 （後崇光院）   | (伏見宮)貞成親王 （後崇光院）   | (伏見宮)貞成親王 （後崇光院）   | (伏見宮)貞成親王 （後崇光院）   |  |  |                       |                       |                       |                       |                       |                       |  |  | 100 後小松天皇 北6 | 100 後小松天皇 北6 | 100 後小松天皇 北6 | 100 後小松天皇 北6 | 100 後小松天皇 北6 | 100 後小松天皇 北6 |  |  |  |  |  |  |  |  |                       |                       |                       |                       |                       |                       |  |  |                         |                         |                         |                         |                         |                         |  |  |                         |                         |                         |                         |                         |                         |  |  |  |  |  |  |  |  |  |  |  |  |  |  |  |  |  |  |  |  |  |  |  |  |
|                                 |                                 |                                 |                                 |                                 |                                 |  |  |                       |                       |                       |                       |                       |                       |  |  |                    |                    |                    |                    |                    |                    |  |  |  |  |  |  |  |  |                       |                       |                       |                       |                       |                       |  |  |                         |                         |                         |                         |                         |                         |  |  |                         |                         |                         |                         |                         |                         |  |  |  |  |  |  |  |  |  |  |  |  |  |  |  |  |  |  |  |  |  |  |  |  |
| 102 後花園天皇                  | 102 後花園天皇                  | 102 後花園天皇                  | 102 後花園天皇                  | 102 後花園天皇                  | 102 後花園天皇                  |  |  | 貞常親王 〔伏見宮家〕 | 貞常親王 〔伏見宮家〕 | 貞常親王 〔伏見宮家〕 | 貞常親王 〔伏見宮家〕 | 貞常親王 〔伏見宮家〕 | 貞常親王 〔伏見宮家〕 |  |  | 101 称光天皇       | 101 称光天皇       | 101 称光天皇       | 101 称光天皇       | 101 称光天皇       | 101 称光天皇       |  |  |  |  |  |  |  |  |                       |                       |                       |                       |                       |                       |  |  |                         |                         |                         |                         |                         |                         |  |  |                         |                         |                         |                         |                         |                         |  |  |  |  |  |  |  |  |  |  |  |  |  |  |  |  |  |  |  |  |  |  |  |  |
| 102 後花園天皇                  | 102 後花園天皇                  | 102 後花園天皇                  | 102 後花園天皇                  | 102 後花園天皇                  | 102 後花園天皇                  |  |  | 貞常親王 〔伏見宮家〕 | 貞常親王 〔伏見宮家〕 | 貞常親王 〔伏見宮家〕 | 貞常親王 〔伏見宮家〕 | 貞常親王 〔伏見宮家〕 | 貞常親王 〔伏見宮家〕 |  |  | 101 称光天皇       | 101 称光天皇       | 101 称光天皇       | 101 称光天皇       | 101 称光天皇       | 101 称光天皇       |  |  |  |  |  |  |  |  |                       |                       |                       |                       |                       |                       |  |  |                         |                         |                         |                         |                         |                         |  |  |                         |                         |                         |                         |                         |                         |  |  |  |  |  |  |  |  |  |  |  |  |  |  |  |  |  |  |  |  |  |  |  |  |

## 川上村の伝説に現れる小倉宮
1. 実仁親王[5]　小倉宮恒敦や聖承を擬せられている。
2. 天基親王[5]　二宮（円満院宮）と共に禁闕の変に参加したが比叡山で討死した。
3. 円満院宮[5]　禁闕の変の際、神器を持って比叡山から逃れ、吉野の三ノ公に隠れ住んだのち紀伊に趣き討死した。還俗後は義有王と名乗った。
4. 尊義親王[5]　別名は空因親王。孤海和尚の弟子となり万寿寺に入ったが、禁闕の変の際に還俗し尊義親王と名乗り、近江国甲賀郡に流れた。そこで民家の女・山邨姫を妻とし、二王子（自天王・忠義王）をもうけた後に父子3人で三ノ公に隠れ、そこで亡くなった。
5. 自天王[5]　尊義親王死後に、神器を帯し本沢川の上流・御座どころを経由して北山に移った。
6. 忠義王[5]　尊義親王死後に神之谷に移った。

## 清浄光寺の過去帳
清浄光寺には「往古過去帳」と呼ばれる過去帳があり、そこには南朝あるいは後南朝の人間のものと思われる名前が残されている。